# Caitlyn Taylor Love
Caitlyn Taylor Love (Corpus Christi, 16 giugno 1994) è una cantante e attrice statunitense, nota per il ruolo di Isabella "Isy" Fuentez nella serie Disney XD, I'm in the Band.

## Carriera
Caitlyn Taylor Love è nata il 16 giugno 1994, a Corpus Christi, Texas, e cresciuta a Harlingen, Texas. Ha iniziato a perseguire un interesse nel campo dell'intrattenimento all'età di 10 anni, gareggiando nella Divisione Pageant Talent Miss Texas, dove finisce per vincere quella divisione nel 2004. È stata quindi invitata nel luglio 2005 per competere a IMTA New York, dove ha vinto Miss Attrice Jr. dell'anno insieme a diversi altri premi recitazione e canto.
Caitlyn poi si trasferisce a Los Angeles, California dove c'era brevemente un membro del cast di Punk'd di MTV, dove ha partecipato in uno scherzo a Rihanna. Avrebbe ottenere di più notorietà e la possibilità di competere nella serie della NBC americana America's Got Talent appare come semi-finalista nella prima stagione dello show.
Nel 2009, Love è diventata un membro del cast della sitcom Disney XD, I'm in the Band.
Love ha firmato con Genuine Music Group e sta preparando una demo master. Si chiamerà Brutto Caso di Malattia d'amore che è una canzone dell'album scritta dai Rivers JakeAce.